# Орхві
Орхві (груз. ორხვი) — село в Грузії.
За даними перепису населення 2014 року в селі проживає 167 осіб.